# Ventasso (cheval)
Le Ventasso (italien : cavallo del Ventasso) est une race de chevaux originaire de la province de Reggio d'Émilie, en Émilie-Romagne, une région d'Italie. Si ses origines sont sans doute anciennes, sa présence n'est vérifiée qu'à partir du XVIIIe siècle. Ses influences les plus marquées sont le Lipizzan et le Maremmien, avec lesquels il a fait l'objet de croisement dans les années 1960. La population s'établit autour de 200 chevaux en 2002, un standard de la race ayant été défini par des groupes de travail spécialisés.

## Histoire
Son nom vient du mont Ventasso, situé dans le haut Val d'Enza, dans la province de Reggio d'Émilie. La présence des chevaux dans la région est vérifiée par des écrits de l'époque du Duc Ferdinand Ier des Deux-Siciles et de ceux de la famille Farnese et du Duché de Marie-Louise d'Autriche. Après l'unification italienne et jusqu'aux années 1940, ces terres ont continué à fournir des chevaux pour l'armée. À la fin des années 1940, dans la station de monte de Ramiseto et dans l'élevage Borzacchi-Bertoldi, se sont succédé des étalons dérivés du Pur-sang et du Maremmien. Dans les années 1960 les Bertoldi utilisèrent un étalon Lipizzan et un étalon Maremmien amélioré, dont descendent les chevaux du Ventasso actuels.

## Description
D'après CAB International, il mesure de 1,50  à   1,64 m
.
Sa tête est bien proportionnée et expressive, avec un profil fronto-nasal rectiligne. Son encolure est musclée et bien attachée. Les épaules sont de longueur moyenne et sa poitrine  musclée et profonde. Les membres sont robustes, avec des tendons bien relevés et secs; les allures sont équilibrées. 
Les aplombs sont réguliers ; le pied, bien conformé, est résistant et sain.
C'est un cheval rustique, résistant et frugal.
La robe peut être sombre (baie, bai-brune, alezane ou noire) ou bien grise.
Le standard de la race a été défini par des groupes de travail spécialisés et une vérification relative à la présence effective de sujets inscriptibles au standard de la race est en cours.

## Utilisations
C'est un cheval de selle, qui peut aussi être monté en endurance.
Au vu du petit nombre de sujets, la plupart des chevaux sont utilisés pour la reproduction. On retrouve néanmoins le cheval du Ventasso en équitation de campagne, et en tant que monture de gardes forestiers.

## Diffusion de l'élevage
La race est propre à l'Italie, dans le haut val d'Enza en Émilie-Romagne.
En 2002, on comptabilisait un effectif de 377 chevaux du Ventasso. La population est alors en augmentation. 
En 2022, on compte 155 chevaux du Ventasso en Italie, d'après les chiffres transmis à la FAO.